# جنگ داخلی آنگولا
جنگ داخلی آنگولا جنگی بود که از آغاز استقلال این کشور تا سال ۲۰۰۲ در آنگولا وجود داشت. این جنگ طولانی‌ترین درگیری در آفریقا بود که طی آن میلیون‌ها نفر جان خود را از دست دادند. این درگیری‌ها میان جنبش خلق برای آزادی آنگولا و نیروهای مسلح کوبا علیه جبهه آزادی بخش آنگولا و یونیتا بود که توسط آمریکا و از طریق آفریقای جنوبی و زئیر حمایت می‌شد.
ایالات متحده آمریکا و اتحاد جماهیر شوروی به دلایل مشکلات نظامی که در ویتنام و افغانستان داشتند در این درگیری‌ها دخالت می‌کردند. دخالت این دو کشور از طریق گروه‌های وابسته آنها صورت می‌گرفت. در این جنگ بسیاری از افسران روسی کشته شدند یا به اسارت نیروهای آفریقای جنوبی درآمدند. کوبا تنها کشور غیر آفریقایی بود که در این درگیری‌ها شرکت علنی داشت. این جنگ با توافق یونیتا و جنبش خلق برای آزادی آنگولا-حزب کار MPLA بر سر انتخاباتی دمکراتیک در آنگولا به پایان رسید.